# Murtaz Dausjvili
Murtaz Dausjvili (georgiska: მურთაზ დაუშვილი) född 1 maj 1989, är en georgisk fotbollsmittfältare som för närvarande spelar för Diósgyőri VTK. 
Dausjvili gjorde sin debut för Georgiens herrlandslag i fotboll den 19 november 2008 i en match mot Rumänien.